# Рушник
Рушни́к (рус. полотенце, рукотерник, ручник, утирник, полка, ширинка, накрючник, наспичник, настенник, укр. рушник, бел. рушнік, уціральнік) — полотенце из домотканого холста для украшения стен избы в праздничные дни, оформления красного угла, а также для совершения обрядов.
В красный угол под образами подвешивают накутник. Сверху иконы опоясывают божником, рушником для богов.
Предмет народной культуры и народного творчества славян, в большей степени восточных. В ресторанном деле рушником называется предмет столового белья для подачи блюд.
Предмет обыденного и ритуального назначения; наделяется семантикой пути, дороги, соединения, связывания. В обрядах выступает в качестве дара, оберега, покрывала, украшения, символа праздника, имеет знаковую и оповестительную функцию. Обрядовые функции и символика рушника во многом аналогичны полотну.
Рушник широко используется в разнообразных обрядовых ситуациях: на похоронах, свадьбе, родинах и крестинах, в календарных обрядах, в магии, медицине.

## Изготовление и узоры
Рушник изготавливается из льняного (раньше — также из конопляного) полотна. Его традиционные размеры: 30—40 сантиметров в ширину и от 3 и более метров в длину. Современные фабрики выпускают рушники разных размеров (обычно около 50 см в ширину и 180—200 см в длину). Для украшения рушника употребляют вышивку, кружево, браное ткачество, ленты.
В вышивке на рушниках использовалась различная символика. Вышивались орнаменты зооморфные — символические петухи, куры, лебеди, утки, орлы, олени, львы, кони и др.; растительные — дуб, хмель, калина, мак, лилия, роза, виноград и др.; геометрические — ромбы, круги, свастики, зигзагообразные линии и прочие узоры; а также бытовые, антропоморфные и культовые в разных сочетаниях. До XVIII—XIX века каждый вышитый узор имел свой сакральный смысл, ритуальное предназначение. После петровских реформ в вышивке на рушниках стали появляться бытовые мотивы, не несущие обрядовой смысловой нагрузки, а к концу XIX века вышивка практически полностью утратила своё ритуальное значение. Основными цветами, применяемыми при оформлении рушников являются красный (разных оттенков: «алый», «рудый», «кирпичный», «малиновый», «огневой», «чермный», «червленый», «маковый», «багряный», «вишнёвый») и белый, имевшие изначально своё значение в языческой народной культуре Руси. Изучением и подробным анализом вышивки на рушниках занимались многие исследователи, в частности академик Б. А. Рыбаков, Г. А. Григорьева, Е. Моисеенко и другие.
Растительный орнамент
- Дуб — юноша, крепость, надежность[13], символизирует дерево жизни[14].
- Барвинок — память, вера в свои силы, любовь[13].
- Калина — красота, женственность, верность, Украина[13].
- Виноград — символика винограда раскрывает радость и красоту сотворения семьи. Сад-винограда — это жизненная нива, на которой муж является сеятель, а жена обязана растить и лелеять дерево рода. Мотив винограда виден на женских и мужских сорочках-вышиванках Киевщины, Полтавы. А на Черниговщине виноград вьется на семейных рушниках.
- Мак — в древности на Украине святили мак и обсеивали людей и скот, веря, что мак имеет волшебную силу, которая может защитить от любого зла. Нежный трепетный цветок несёт в себе неистребимую память народа.

## Традиции
В настоящее время древние славянские традиции практически забыты, но до сих пор рушниками украшают жилище, их используют в разнообразных обрядах в некоторых регионах современной России, Украины и Белоруссии. На Украине рушник до сих пор играет важную роль на свадьбе и в целом в культуре. Рушниками убирают красный угол хаты или избы, божницы, дверные и оконные проёмы, а также украшают стены.
Рушник используется: на похоронах, свадьбе, родинах и крестинах, в обрядах народного календаря, в народной магии, при лечении. Им украшают иконы, его вешают на кресты могил, окна, двери, ворота, дружку и молодых на свадьбе. Региональные отличия, касающиеся рушников, сохранялись при переселении в другие местности.

## Родинная обрядность
Родившуюся девочку могли принимать на рушник, который затем вешался над колыбелью. Перед тем, как показать младенца чужому человеку, его обтирали рушником, чтобы уберечь его от сглаза. У русских ребёнка могли закутать в рукотерник (рушник для вытирания рук), принимая его в круг родственников.
Сербы иногда в рушник заворачивали подарок (сербохорв. повойjница), который приносили в связи с рождением ребёнка: свежую лепешку, соль, какое-либо блюдо, водку или вино, а также рубашку, перевязанную красной ниткой, с монетой и цветами для девочки, чтобы она смогла быстро выйти замуж. У болгар гостям, навещавшим новорождённого, обязательно дарили домотканое полотенце.

## Свадебная обрядность
Рушник использовался на всех этапах сельской свадьбы и выполнял функции соединения (связывания), скрывания/покрывания, украшения, дара. У русских во время девичника в канун свадьбы рушником или платком накрывали невесту, когда она с подругами шла «в баню» (в соседнюю избу), и невеста начинала выть; такой рушник (длинный шелковый рушник с каймой) назывался реунья (с.-з.-рус). Не менее сорока полотенец необходимо было припасти к свадьбе. Самое большое и нарядное, «рукобитное» — жениху в знак согласия невесты и её родителей на брак.
Вышивка на свадебных рушниках по поверьям должна была оберегать молодожёнов от порчи, сглаза. Рушниками украшали свадебный поезд — лошадей, упряжь, одежду гостей. На рушнике стоят жених и невеста во время венчания. В некоторых регионах Украины сватовство называлось взятием рушников или отдачей рушников. А в других регионах рушниками называли не сватовство, а обручение.

## Поминальная обрядность
В течение сорока дней после смерти рушник считался вместилищем души умершего, своеобразным окном между миром живых и миром мёртвых. Рушниками украшали намогильные кресты, деревья, церкви.

## Обережные функции
Рушник использовали и в качестве оберега. В Полесье освящённые на Пасху в церкви рушники вывешивали на двери «от грома», оставляя там до тех пор, пока не перестанет греметь. Часто объект, нуждающийся в охране, покрывали полотном, фартуком, полотенцем, магически укрывая его от опасности.

## Галерея
- Использование полотенец в быту